# Premis Oscar de 1932
Els Premis Oscar de 1932 (en anglès: 5th Academy Awards) foren presentats el 18 de novembre de 1932 en una cerimònia realitzada a l'Hotel Ambassador de Los Angeles. Les pel·lícules que competien havien d'haver-se estrenat entre l'1 d'agost de 1931 i el 31 de juliol de 1932. La cerimònia fou presentada per Conrad Nagel.

## Curiositats
Just abans de començar el banquet, Walt Disney projectà un curtmetratge animat Parade of the Award Nominees.
La pel·lícula Grand Hotel és l'única guanyadora del premi a la Millor pel·lícula sense rebre cap més nominació. Així mateix, fou l'única en rebre el premi de millor pel·lícula sense tenir nominat el seu director fins a la victòria de Driving Miss Daisy (1989) i la tercera de set en no rebre nominació pel seu guió.
En aquesta cerimònia s'intruduïren els primers premis per a curtmetratges.

## Premis
| Millor pel·lícula | Millor director |
| --- | --- |
| - Grand Hotel - Arrowsmith - Bad Girl - El campió - Five Star Final - One Hour with You - Shanghai Express - The Smiling Lieutenant                                                            | - Frank Borzage per Bad Girl - King Vidor per El campió - Josef von Sternberg per Shanghai Express |
| Millor actor | Millor actriu |
| - Fredric March per El Dr. Jekyll i el Sr. Hyde com a Dr. Jekyll/Mr. Hyde - Wallace Beery per El campió com a Champ (El campió) - Alfred Lunt per The Guardsman com a L'actor                  | - Helen Hayes per The Sin of Madelon Claudet com a Madelon Claudet - Marie Dressler per Emma com a Emma Thatcher Smith - Lynn Fontanne per The Guardsman com a L'actriu                                                                           |
| Millor història | Millor guió adaptat |
| - Frances Marion per El campió - Grover Jones i William Slavens McNutt per Lady and Gent - Lucien Hubbard per The Star Witness - Adela Rogers St. Johns i Jane Murfin per El preu de Hollywood | - Edwin J. Burke per Bad Girl (sobre hist. de Viña Delmar) - Sidney Howard per Arrowsmith (sobre hist. de Sinclair Lewis) - Percy Heath i Samuel Hoffenstein per El Dr. Jekyll i el Sr. Hyde (sobre hist. de Robert Louis Stevenson)              |
| Millor direcció artística | Millor fotografia |
| - Gordon Wiles per Transatlantic - Lazare Meerson per Visca la llibertat! - Richard Day per Arrowsmith                                                                                         | - Lee Garmes per Shanghai Express - Ray June per Arrowsmith - Karl Struss per El Dr. Jekyll i el Sr. Hyde |
| Millor só | Millor curtmetratge d'animació |
| - Paramount Publix Studio Sound Department - MGM Studio Sound Department - RKO Radio Studio Sound Department - Walt Disney Productions - Warner Bros. First National Studio Sound Department   | - Flowers and Trees de Walt Disney (Walt Disney Productions, United Artists) - It's Got Me Again! de Leon Schlesinger (Leon Schlesinger Productions, Warner Bros.) - Mickey's Orphans de Walt Disney (Walt Disney Productions, Columbia Pictures) |
| Millor curtmetratge - Comèdia | Millor curtmetratge - Novetat |
| - The Music Box de Hal Roach - The Loud Mouth de Mack Sennett - Scratch-As-Catch-Cande RKO Radio                                                                                               | - Wrestling Swordfish de Mack Sennett - Screen Souvenirs de Paramount Publix - Swing High de Metro-Goldwyn-Mayer |

## Oscar honorífic
- Walt Disney - per la creació del personatge animat "Mickey Mouse".

## Múltiples nominacions i premis
| Les següents pel·lícules van rebre diverses nominacions: - 4 nominacions: Arrowsmith i El campió - 3 nominacions: Bad Girl, Shanghai Express, i El Dr. Jekyll i el Sr. Hyde - 2 nominacions: The Guardsman | Les següents pel·lícules van rebre més d'un premi: - 2 premis: Bad Girl i El campió |